# SSC (milícia)
A Autoridade para Unidade e Salvação das Regiões da Somália de Sool, Sanaag e Cay (em somali: Haggaanka Mideynta iyo Badbaadinta Gobolada SSC ee Soomalia - HMB-SSC - ou em somali: Hoggaanka Badbaadada iyo Mideynta SSC - HBM-SSC) refere-se ao autoproclamado governo autônomo do clã Dhulbahante, que reside entre a Somalilândia e a Puntlândia, que esteve ativo de 2009 até por volta de 2012. Reivindicou a possessão das chamadas "regiões SSC": Sool (S), Sanaag (S) e Cayn (C).
Inicialmente, o objetivo da organização era se tornar um estado constituinte da República Federal da Somália com o apoio da diáspora estrangeira.:78 Ainda assim, não foi reconhecido pela vizinha Somalilândia e pela Puntlândia,:86  e por meio de confrontos com a Somalilândia, tornou-se uma mera organização de milícia. Também perdeu o apoio do clã Dhulbahante e encerrou suas atividades quando seu presidente se juntou ao governo da Somalilândia. Frequentemente é referida como milícia SSC porque foi uma organização miliciana de facto, exceto nas fases iniciais das suas atividades. A campanha subsequente para ganhar autonomia para o clã Dhulbahante foi conduzida por uma organização recém-criada, o Estado de Khatumo.:99,102

## Estabelecimento
No primeiro semestre de 2009, foi realizada uma reunião pelo clã Dhulbahante para estabelecer um governo regional diretamente subordinado à República Federal da Somália, incluindo residentes de regiões de Sool, como Buuhoodle, Las Anod e Taleh, bem como a diáspora em Nairobi, no Quênia. As propostas para o nome do governo regional incluíam Dervishland.:78
Em outubro de 2009, em Nairóbi, Quênia, os clãs Dhulbahante do norte da Somália e a diáspora fora da Somália se uniram para formar a "Agência de Unidade e Ajuda para as Regiões SSC da Somália" (Haggaanka Mideynta iyo Badbaadinta Gobolada SSC ee Soomalia ou Haggaanka Badbaadinta iyo Mideynta SSC) foi estabelecida. O SSC é uma combinação de Sool, Sanaag e Cayn, os assentamentos do clã Dhulbahante.:80
O presidente da entidade era o empresário Suleiman Haglotosiye e o vice-presidente é Cali Xasan 'Saberi'. Seus objetivos eram acabar com a ocupação da região do SSC pelo exército da Somalilândia, obter reconhecimento internacional por suas atividades e promover os interesses da população local. O mandato do presidente foi fixado em dois anos e meio até meados de abril de 2012.:81 Também possuía um parlamento, cujo papel era aprovar o orçamento e revisar as atividades do governo, e que tinha o poder de demitir o presidente. Além do parlamento, as autoridades tradicionais receberam o papel de mediação de conflitos.:81 Os membros do parlamento deveriam ser selecionados pelos líderes tradicionais e deveriam incluir uma mulher.:82
Os membros da organização governamental deveriam ser igualmente alocados aos principais clãs de Dhulbahante, a saber, Farah Garad, Mohamoud Garad e Baho Nugaaled.:85

### Autoridade executiva
A capital oficial foi designada como Las Anod, mas devido ao controle efetivo da Somalilândia, Dharkayn Geenyo, perto da fronteira com a Etiópia, tornou-se a capital provisória. Dharkayn Geenyo era o lar de muitos do clã Baharsame (Farah Garad) e do clã Qayaad (independente). Buuhoodle foi feita a segunda capital. Muitos clãs Farah Garad estavam vivendo em Buuhoodle. Em outras palavras, a área de atividade era centrada na área residencial do clã Farah Garad.:85

### Reações
Tanto a Somalilândia quanto a Puntlândia, se opuseram fortemente à independência do SSC.:86
A relação entre o SSC e a Etiópia não era clara. Altos representantes do SSC e funcionários do governo etíope e oficiais militares se reuniam frequentemente em Buuhoodle, e presume-se que o governo etíope tolerava o SSC.:88
Embora a entidade alegasse ser apoiada por todo o Dhulbahante, era predominantemente um ramo Farah Garad e sobretudo regionalmente na parte sudoeste da área do SSC.:89  Além disso, o SSC inicialmente não tinha fonte de renda. Isso dificultava o fornecimento de serviços administrativos aos moradores locais e o fortalecimento dos militares.:89

## Batalha com a Somalilândia
Em janeiro de 2010, os militares da Somalilândia prenderam e colocaram em prisão domiciliar doze anciãos Dhulbahante que estavam realizando uma reunião em Holhol, ao norte de Las Anod. A conferência foi organizada pelo chefe do Dhulbahante Garad Jama Garad Ali, que fugiu em um carro. A acusação era de que Garad Jama Garad Ali era o mentor do ataque ao exército da Somalilândia.
Em março de 2010, uma reunião entre os anciãos do Dhulbahante e o Presidente da Puntlândia e outros foi realizada em Garowe, a capital da Puntlândia, e foi relatado que nove anciãos assinaram um documento confirmando que o território do SSC era parte da Puntlândia.
Em maio de 2010, o primeiro combate entre as milícias SSC e o exército da Somalilândia eclodiu no sul de Widhwidh. Os combates continuaram intermitentemente até julho, espalhando-se para o Kalabaydh.:89
Em junho de 2010, o Ministro das Relações Exteriores da Somalilândia descreveu o líder do HBM-SSC, Suleiman Haglotosiye, como um "terrorista" em uma entrevista à BBC, explicando que ele era responsável pelas ações violentas de Buuhoodle e Widhwidh.
Em setembro de 2010, a situação se acalmou e mais de 90% das centenas de famílias que foram evacuadas de Widhwidh estavam de volta à cidade.
Em novembro de 2010, uma delegação incluindo o Presidente do HBM-SSC e o Ministro da Defesa visitou o Governo Federal de Transição da Somália na capital Mogadíscio, e se encontrou com o Presidente Sharif Sheikh Ahmed e o Primeiro-Ministro Mohamed Abdullahi Mohamed, entre outros. A Puntlândia condenou o Governo Federal de Transição por esta atitude.:87
No mesmo mês, Ahmed Mohamed Mohamoud "Silanyo", que se tornou Presidente da Somalilândia, enviou uma delegação de dez membros a Widhwidh, um dos redutos do HBM-SSC. O conselho se reuniu com o ancião local Garaad Abshir Saalax, e a Somalilândia prometeu libertar prisioneiros de guerra e compensar as mortes de civis, enquanto Garaad Abshir Saalax prometeu estabelecer um governo regional da Somalilândia, prevenir atividades de milícias e estabelecer uma polícia e um exército da Somalilândia pelo clã Dhulbahante.:90 No entanto, Garaad Abshir Saalax emigraria mais tarde para a Suécia e renegou efetivamente o acordo com a Somalilândia devido ao apoio do seu próprio povo à Puntlândia.:91
Ainda em novembro de 2010, logo após a reunião entre a delegação da Somalilândia e Garaad Abshir Saalax, um conflito eclodiu em Kalshale entre o Habr Je'lo, um ramo do clã Isaaq, e o clã Dhulbahante. A principal razão para o conflito foi que os Dhulbahante consideraram a construção de uma instalação permanente de armazenamento de água pelos Habr Je'lo para expandir o seu território em Kalshale, e que tinha sido usada em conjunto pelos Habr Je'lo e pelos Dhulbahante. A disputa de Kalshale foi inicialmente resolvida por meio de discussões entre os anciãos, mas houve um incidente em que um homem do clã Habr Je'lo atirou e matou um homem do Dhulbahante. Mais tarde, um grupo do Dhulbahante atacou, provocando a morte de sete membros do clã Habr Je'lo e de três membros do clã Dhulbahante.:93 O governo da Somalilândia enviou tropas e líderes religiosos entre os dois clãs para resolver a disputa e propôs arbitragem com base na lei islâmica. No entanto, o clã Dhulbahante rejeitou a proposta de arbitragem.:94
Em janeiro de 2011, o presidente Silanyo da Somalilândia declarou que o exército da Somalilândia tomaria o controle de Kalshale. Ainda assim, o clã local Dhulbahante uniu forças com a milícia SSC para se opor a eles e entrou em confronto em Hagoogane em 31 de janeiro. Os combates deslocaram mais de 3.000 moradores de Hagoogane, e em 7 de fevereiro, os confrontos em Kalshale mataram dezenas de pessoas. Os confrontos continuariam até meados de fevereiro.:95  Quando o governo da Somalilândia ordenou que os Habr Je'lo destruíssem as instalações de armazenamento de água que tinham sido a fonte do conflito e ofereceu um novo plano de arbitragem, mas o clã local Dhulbahante também o rejeitou, levando ao conflito contínuo.:96

## Colapso do SSC e estabelecimento do Estado de Khatumo
No início de junho de 2011, a Somaliland Press relatou que "nos últimos meses o Governo Federal de Transição tem armado milícias SSC em uma tentativa de criar um conflito entre a Somalilândia e Puntlândia em uma mini-guerra por procuração própria."
Em 20 de junho de 2011, a polícia da Somalilândia prendeu dez pessoas pelo ataque à delegacia de polícia de Las Anod. Os indivíduos presos estariam supostamente ligados à milícia SSC.
Em 26 de junho de 2011, Abdirisak Hassan Ismail assinou um acordo de cessar-fogo representando o HBM-SSC em Widhwidh. No entanto, no dia seguinte, a base do exército da Somalilândia foi atacada por uma milícia local, e o líder do HBM-SSC anunciou que eles continuariam lutando até que o exército da Somalilândia se retirasse da área do SSC. Isso foi considerado como uma divisão dentro do HBM-SSC.
Um relatório do Conselho de Segurança das Nações Unidas de julho de 2011 descreveu a milícia SSC como "pode ser caracterizada como uma força miliciana oportunista e indiscutivelmente mercenária que se apropriou com sucesso de queixas locais legítimas e explorou o sentimento da diáspora radical para seu próprio ganho político e financeiro."
Em setembro de 2011, como o HBM-SSC havia se tornado uma organização dominada por Farah Garad e foi considerada incapaz de atingir seus objetivos originais, uma delegação de intelectuais do Dhulbahante visitou as áreas habitadas por Dhulbahante de Sool, Sanaag e Cayn.:99 Em janeiro de 2012, uma resolução foi aprovada em Talah para criar uma organização separada chamada Estado de Khatumo,:102 o que efetivamente encerrou o HBM-SSC. A data da cessação das atividades não é clara, mas alguns documentos indicam-na em 2011.
Um relatório da Organização das Nações e Povos Não Representados de janeiro de 2012 descreveu a milícia SSC como "militante acusada de ter laços com a al-Shabaab". 
Em 7 de fevereiro de 2012, as tropas da Somalilândia lançaram uma ofensiva contra Buuhoodle, matando pelo menos três pessoas neste ataque de fevereiro, depois que mais de 80 pessoas foram mortas em combates até janeiro. 
Em junho de 2012, o presidente do HBM-SSC, Saleban Hagglothsier, se encontrou com o presidente da Somalilândia Silanyo, em Dubai e concordou em desarmar as milícias e entregar armas ao governo da Somalilândia, com a Somalilândia fornecendo serviços públicos.